# 髙橋くみ
髙橋 くみ（たかはし くみ、1975年 - ）は、株式会社Be-A Japan 代表取締役。共同経営者の山本未奈子同様、シングルマザーに育てられた。

## 来歴
ユニヴァーシティ・カレッジ・ロンドン（UCL） 卒業後、外資系映画会社や外資系アパレル会社を経て、2009年3月、山本未奈子と共にMNC New York株式会社設立、取締役となる。同年7月、ブランド「SIMPLISSE」発表。2019年6月、アパレルブランド「CALLi tokyo」発表。2020年3月に株式会社Be-A Japan設立、代表取締役となり、同年7月、サニタリーショーツブランド「Bé-A」発表。2022年1月「Girls Be Ambitious Project」発足。2022年5月、株式会社V Holdings設立。MNC New YorkおよびBe-A Japanの経営統合。Be-A Japan代表取締役就任。

## 人物
家族と住むアメリカ・ロサンゼルスを行き来しながら、1年のおよそ半分を日本で過ごす。
共同経営者の山本同様、シングルマザーに育てられたこともありジェンダー平等と「女性のエンパワーメント」には人一倍の関心と持論を持つ。
フェムテック商品「超吸収型生理ショーツ Bé-A/ベア」のコンセプター。
生理セミナーを男子校、共学高校、大学、企業向けなど多数開催。（中高一貫男子校本郷学園社会部 2022年9月1日、湘南学園中学校高等学校の男子生徒、女子生徒に向けて 2022年6月10日）